# Klausenfrucht

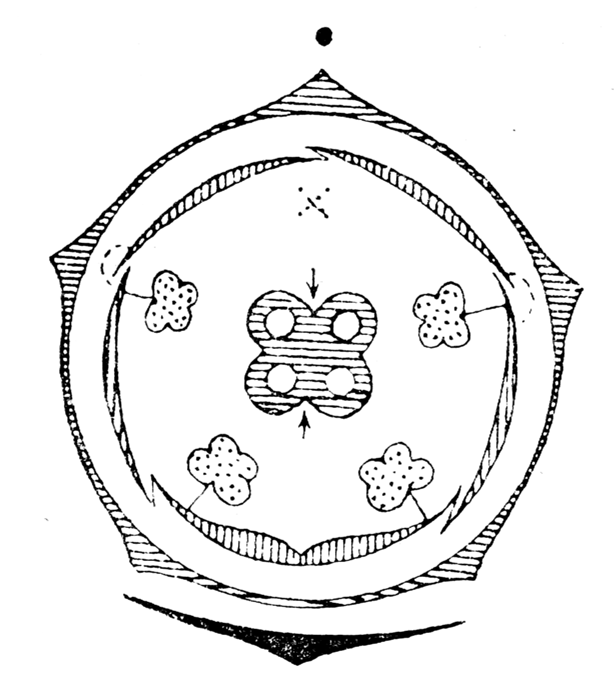
Blütendiagramm von Lamium, die falschen Scheidewände sind durch Pfeile gekennzeichnet.

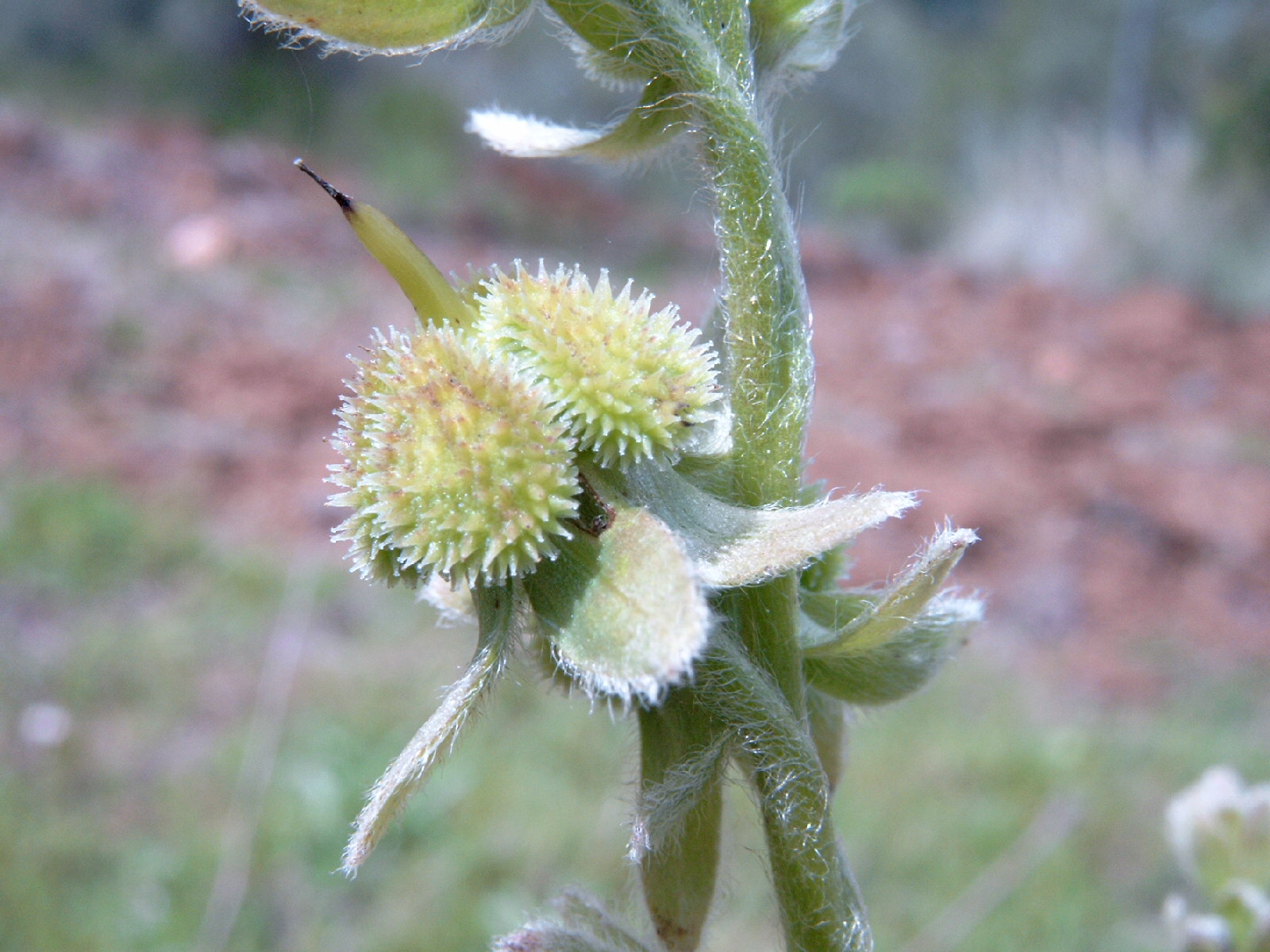
Unreife Klausenfrucht von Cynoglossum creticum (Boraginaceae).

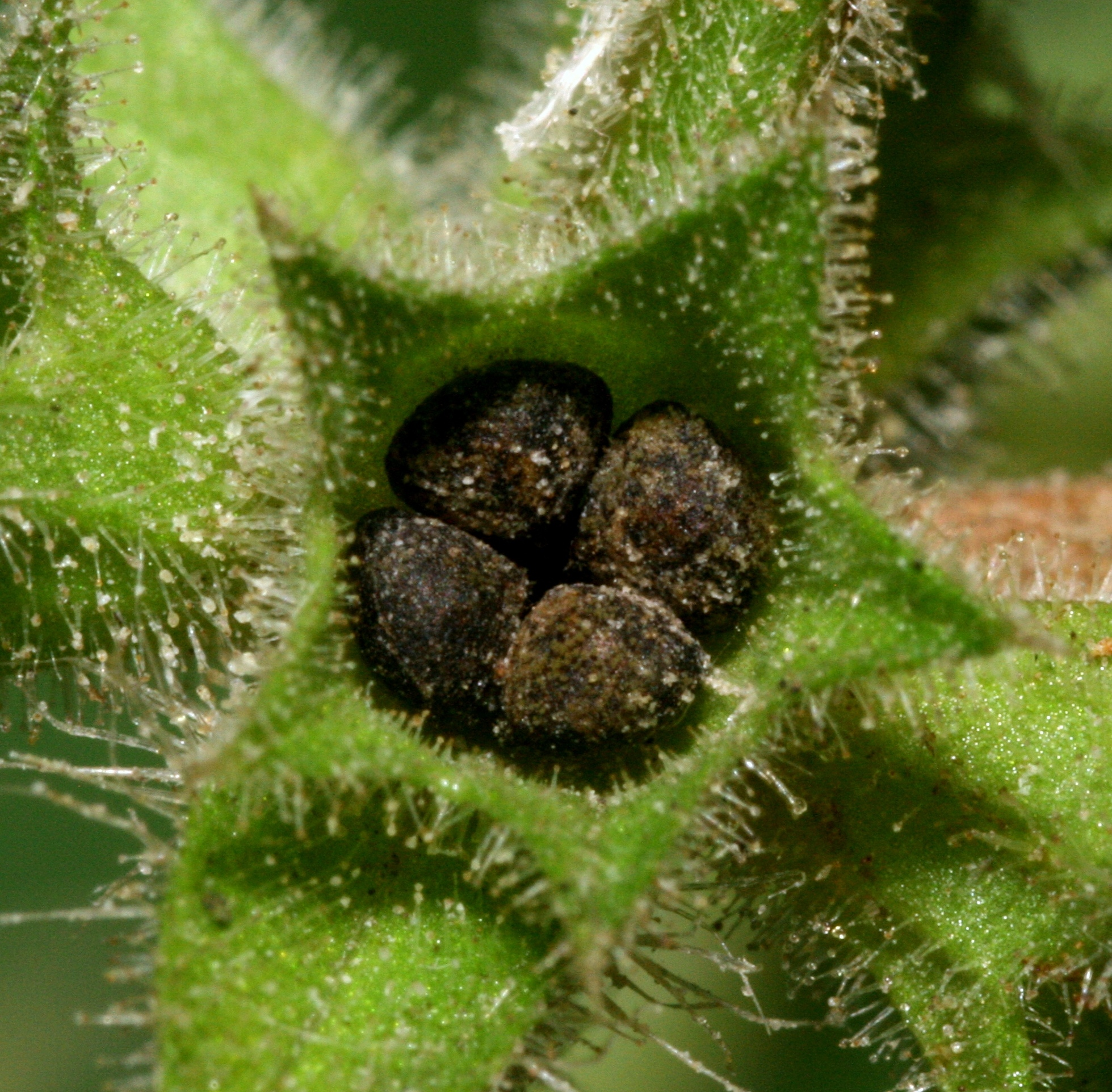
Klausen des Wald-Ziestes

Eine Klausenfrucht ist eine spezielle Form der Zerfallfrucht, eine Bruchfrucht, die vor allem bei den Pflanzenfamilien der Lippenblütler (Lamiaceae) und Raublattgewächse (Boraginaceae) vorkommt. Sie zerfällt zur Reife durch Spaltung echter und Zerbrechen falscher Scheidewände in meistens einsamige Teilfrüchte, die Klausen (Nüsschen). Die Anzahl der Klausen beträgt daher stets ein Mehrfaches der Fruchtblattzahl. 
Der Fruchtknoten, aus dem sich die Klausenfrucht entwickelt, ist oberständig und ist meist vom haltbaren Kelch umgeben, und besteht aus zwei coenokarp-septierten Fruchtblättern. Pro Fruchtblatt gibt es zwei zentralwinkelständige oder basale Samenanlagen. Die Fruchtblätter werden durch je eine, in der Medianebene der Blüte gelegene, von der dorsalen Mitte des Fruchtblatts ausgehende falsche Scheidewand in meist zwei Hälften getrennt, in der je eine Samenanlage sitzt. So entstehen insgesamt vier Fächer. Zur Samenreife zerfällt diese Frucht meistens in vier einsamige Teile, die Klausen. Eine Klause entspricht dabei morphologisch einem halben Fruchtblatt. Es können aber weniger als vier Klausen, z. B. zwei zusammenhängende, wie bei den Wachsblumen, oder auch mehr sein, wie bei Gomphia.
Der Begriff Klausenfrucht bzw. Klausen wird international wenig verwendet, dort wird von schizocarp, eremocarp, mericarp bzw. mericarpids oder nutlets gesprochen.